# HANE

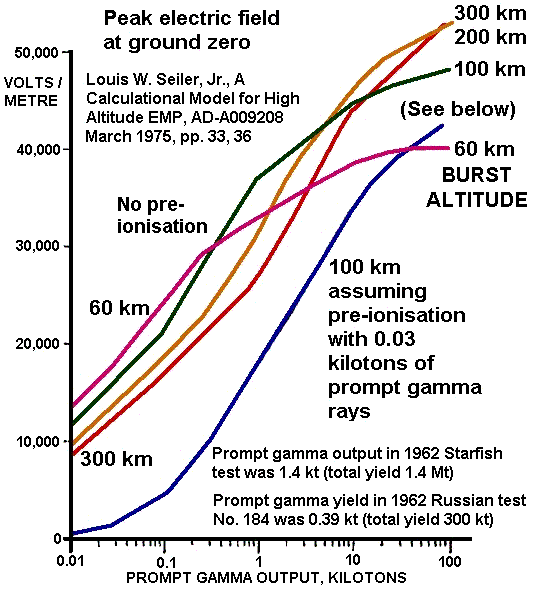
La variazione del picco dell'EMP (Impulso Elettro-Magnetico) sul terreno dipende dalla potenza dell'arma e dall'altezza dell'esplosione. In questo disegno la potenza dell'arma è derivata dall'irraggiamento in raggi gamma misurato in kilotoni. La potenza nell'ambito gamma varia dallo 0,1 al 0,5% della potenza totale dell'arma, dipendendo dalla progettazione dell'arma. Il test Starfish del 1962 aveva una potenza totale di 1,4 megatoni con una resa in gamma dello 0,1%, perciò venivano suscitati 1,4 kt di raggi gamma. (La curva blue di 'pre-ionizzazione' si applica dove i raggi gamma e "X" prodotti dallo stadio primario dell'arma ionizzano l'atmosfera, rendendola elettricamente conduttiva prima dell'impulso principale prodotto dallo stadio termonucleare. La pre-ionizzazione può letteralmente accorciare parte dell'EMP finale.)

Si definiscono HANE (acronimo dall'inglese: High-Altitude Nuclear Explosions) le  esplosioni nucleari ad alta quota (endo o eso-atmosferiche), che sono state sempre detonazioni termonucleari, effettuate ad altitudini superiori ai 50 km, altezze che si considerano ancora all'interno dell'atmosfera terrestre. Queste esplosioni sono state test di armi nucleari, usati per sperimentare la possibilità di una difesa anti-missile balistico e per determinare gli effetti dell'esplosione e della radiazione nell'ambito esoatmosferico. Queste esplosioni, anche se non avevano come scopo principale quello di essere una bomba elettromagnetica, hanno generato fortissimi impulsi elettromagnetici, in parte previsti, che hanno causato gravi danni a stazioni radio, reti elettriche e telefoniche e danneggiato in modo irreversibile alcuni satelliti artificiali.
La più alta quota di detonazione è stata di 540 km di altezza.

## Storia
Le uniche nazioni ad aver detonato armi nucleari nello spazio sono stati gli Stati Uniti e l'Unione Sovietica. Il programma U.S.A. iniziò nel 1958, con i test nucleari Teak e Orange, entrambe esplosioni termonucleari da 3,8 megatoni. Inizialmente queste testate nucleari sono state portate nell'alta atmosfera da missili Redstone. In seguito le testate vennero lanciate da missili Thor (nella maggior parte dei test dell'Operazione Fishbowl), e in razzi Lockheed X-17 modificati (Operazione Argus). Lo scopo di questi esperimenti era quello di determinare la fattibilità dell'impiego delle armi nucleari sia come difese ABM, sia come armi antisatellite che contro i veicoli orbitali dotati di equipaggio umano.
Le esplosioni nucleari ad alta quota producono effetti significativamente diversi da quelle a bassa quota. Nell'ambito inferiore del vuoto spaziale, l'esplosione risultante cresce di più e molto più velocemente rispetto al suolo, e i vari tipi di radiazione che emette viaggiano molto più lontano.

## Generazione dell'impulso elettromagnetico

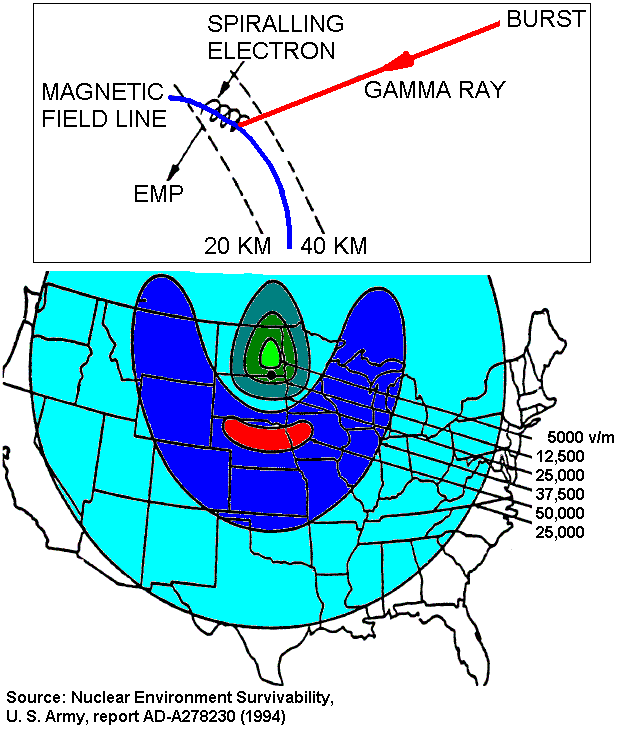
Il meccanismo che spiega la formazione di un EMP, dopo un'esplosione termonucleare a 400 km di quota: i raggi gamma colpiscono l'atmosfera ad un'altitudine tra 20 e 40 km, provocando la ionizzazione dei gas nell'alta atmosfera, con espulsione di elettroni che vengono deflessi di lato dal campo magnetico della Terra.

Il forte impulso elettromagnetico (con acronimo EMP, da Electro-Magnetic Pulse) che risulta ha diverse componenti distinguibili. Nelle prime poche decine di nanosecondi, circa il 10% della potenza dell'arma nucleare viene emessa come un potente raggio gamma con energie che arrivano a un'intensità di 1 a 3 Mega-elettron volt. La pioggia di raggi gamma verso l'atmosfera collide con le molecole d'aria, cedendo la loro energia agli elettroni degli orbitali esterni per produrre grosse quantità di ioni positivi e di elettroni di rinculo (effetto noto anche come "scattering Compton"). Questa interazione crea elettroni di Compton della potenza del MeV che in seguito accelerano e spiralizzano sui campi di forza magnetici della Terra.
I campi elettrici transienti risultanti e le correnti che sorgono generano emissioni elettromagnetiche nel campo della radiofrequenza comprese dai 15 ai 250 megahertz (MHz, pari a 1 milione di cicli per secondo). Questi EMP a grandi altezze avvengono tra 30 e 50 chilometri sopra la superficie della Terra.
Il potenziale come arma antisatellite divenne eclatante nell'agosto del 1958 durante l'esplosione Hardtack Teak. L'impulso EMP osservato dall'osservatorio di Apia nelle Samoa era quattro volte più potente rispetto a qualsiasi creato dalle tempeste solari, e in luglio 1962 il test Starfish Prime riuscì a danneggiare apparecchiature elettroniche site a Honolulu e in Nuova Zelanda (Apparecchiature che erano relativamente resistenti rispetto a quelle di oggi, perché costruite con valvole, e comunque vennero danneggiate anche a 1 300 chilometri di distanza). L'esplosione bruciò anche 300 lampade stradali nell'isola di Oahu (Hawaii), disattivò 100 allarmi antifurto, e causò la rottura di un ripetitore radio a microonde sito nell'isola di Kauai, che mise fuori connessione il sistema telefonico dell'isola, tagliandolo da quello delle altre isole dell'arcipelago delle Hawaii . Si calcola che il raggio minimo per la distruzione efficace di un satellite, dovuta alle varie radiazioni suscitate da un'esplosione nucleare nello spazio sia di circa 80 km. Il raggio massimo arriva a circa 1500 km. Ulteriori ricerche a questo fine furono condotte nell'Atollo Johnston dal Dipartimento alla Difesa USA, in un programma denominato Programma 437.

## Danni ai satelliti in orbita
Le esplosioni ad alta quota causano molti problemi indesiderati:
- A causa del raggio distruttivo molto grande associato alla dispersione della radiazione causata dalla bomba termonucleare, è quasi impossibile prevenire il danno indiscriminato ad altri satelliti, includendo i propri. L'esplosione Starfish Prime produsse una fascia di radiazioni artificiali nello spazio, che ben presto distrusse tre satelliti, l'(Ariel, il TRAAC, e il Transit 4B che smisero di funzionare definitivamente dopo aver attraversato questa fascia di radiazioni, mentre altri satelliti, come il Cosmos V, l'Injun I e il Telstar soffrirono una minore degradazione, a causa di un certo danno da radiazioni alle loro celle fotovoltaiche, ecc.[2]). La dose radioattiva ricevuta da un satellite immesso nell'orbita polare circolare, dotato di buona schermatura, era di almeno 60 rads/giorno, nei 4 mesi successivi all'esplosione Starfish,[2], dose che avrebbe colpito anche eventuali equipaggi di capsule spaziali, cosa che destò grande preoccupazione presso la NASA riguardo ai suoi programmi di esplorazione spaziale con astronauti.

## Differenze dai test endo-atmosferici
In genere, le esplosioni nucleari nello spazio (oppure a quote molto alte) si presentano in modo molto diverso da quelle terrestri. Mentre un'esplosione nucleare endo-atmosferica mostra la caratteristica nube a forma di fungo più o meno estesa (dovuta all'ascesa dei gas incandescenti fino all'alta atmosfera), le esplosioni nello spazio e ad altezze elevate tendono a manifestarsi come nube sferica, che all'inizio ricordano un poco quella di una supernova, ma che in seguito vedono distorte dal campo magnetico terrestre, e le particelle cariche risultanti dall'esplosione possono diffondersi negli emisferi per creare un chiarore aurorale che indusse un regista a definire queste detonazioni «le bombe arcobaleno». Gli effetti visivi di un'esplosione con base nello spazio o ad alta quota possono durare più a lungo rispetto a quelle dei test atmosferici, durando a volte più di 30 minuti. Il calore dell'esplosione Bluegill Triple Prime, effettuata ad un'altezza di 50 chilometri, venne percepito dal personale al suolo nell'Atollo Johnston, causando ustioni retiniche a due persone nel ground zero che non indossavano occhiali protettivi .

## Test sovietici ad alta quota
I sovietici eseguirono quattro test di detonazione termonucleare ad alta quota nel 1961 e altri tre nel 1962. Durante la Crisi dei missili di Cuba nell'ottobre del 1962, sia gli U.S.A. che l'URSS detonarono diversi ordigni termonucleari ad alta quota come ostentazione di capacità militare. I test sovietici miravano a dimostrare le capacità difensive raggiunte dalla loro nuova classe di missile anti-balistico che si supponeva poteva proteggere le maggiori città russe nell'eventualità di una guerra nucleare. I peggiori effetti avversi delle esplosioni russe avvennero il 22 ottobre del 1962, (durante la crisi dei missili cubani), nella cosiddetta Operazione K (Test di prova ABM System A) quando una testata missilistica da 300 chilotoni esplose nei pressi di Dzhezkazgan, ad un'altezza di 290 km. L'impulso elettromagnetico risultante riuscì a fondere 570 km di una linea telefonica a cavi aerei, saturandola con una corrente che venne misurata come superiore a 2500 A. Questo impulso EMP diede luogo a un incendio che bruciò la centrale elettrica di Karaganda, e riuscì a danneggiare 1000 km di cavi di potenza elettrica (interrati non molto profondamente, ma dotati di fusibili e isolatori disegnati allo scopo di resistere agli EMP) posti tra le città di Aqmola e Almaty .
L'anno successivo (1963), anche in seguito alla constatazione di questi effetti, e grazie all'attività del presidente John Fitzgerald Kennedy, venne approvato il Trattato sulla messa al bando parziale degli esperimenti nucleari, trattato che bandiva i test nucleari atmosferici ed esoatmosferici. Nel 1967 il Trattato sullo spazio extra-atmosferico, firmato su sollecitazione di Lyndon Johnson, proibì il dispiegamento, l'utilizzo ed i test di armi nucleari nello spazio.

## Lista delle esplosioni nucleari ad alta quota
USA ; Operazione Hardtack I ; Atollo Johnston, Oceano Pacifico

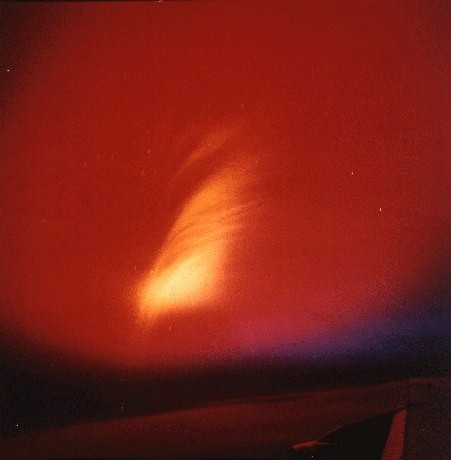
Sfera di fuoco e "aurora" creata dal test Starfish Prime, vista da un aereo KC-135, 3 minuti dopo l'esplosione.

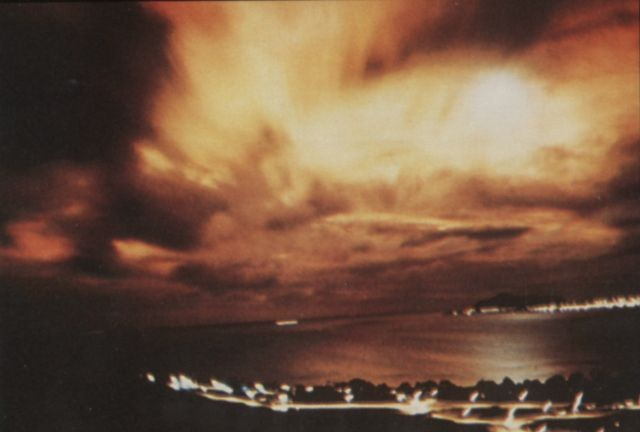
Il bagliore della detonazione Starfish Prime vista da Honolulu, sotto copertura nuvolosa, alla distanza di.

- Yucca 28 aprile 1958, 1,7 kt, 26,2 km
- Teak, 1º agosto 1958, 3,8 Mt, 76,8 km
- Orange, 12 agosto 1958, 3,8 Mt, 43 km

 USA ; Argus ; Sud dell'Oceano Atlantico
- Argus I, 27 agosto 1958, 1,7 kt, 200 km di quota
- Argus II, 30 agosto 1958, 1,7 kt, 240 km
- Argus III, 6 settembre 1958, 1,7 kt, 540 km (l'esplosione a più alta quota)

 URSS ; 1961 test Kapustin Yar
- Test #88, 6 settembre 1961, 10,5 kt, 22,7 km
- Test #115, 6 ottobre 1961, 40 kt, 41,3 km
- Test #127, 27 ottobre 1961, 1,2 kt, 150 km
- Test #128, 27 ottobre 1961, 1,2 kt, 300 km

 USA ; Fishbowl Atollo Johnson, Oceano Pacifico
- Bluegill, 3 giugno 1962, fallito
- Bluegill Prime, 25 luglio 1962, fallito
- Bluegill Double Prime, 15 ottobre 1962, fallito
- Bluegill Triple Prime, 26 ottobre 1962, 410 kt, 50 km
- Starfish, 20 giugno 1962, fallito
- Starfish Prime, 9 luglio 1962, 1,4 Mt, 400 km
- Checkmate, 20 ottobre 1962, 7 kt, 147 km
- Kingfish, 1º novembre 1962, 410 kt, 97 km

 USSR 1962 test; Kapustin Yar
- Test #184, 22 ottobre 1962, 300 kt, 290 km
- Test #187, 28 ottobre 1962, 300 kt, 150 km
- Test #195, 1º novembre 1962, 300 kt, 59 km